# Pilar Careaga
Pilar Careaga, född 1908, död 1993, var en spansk politiker (francoist eller Fet y de las Jons) och industritekniker. Hon tillhörde de få kvinnliga politikerna under Franco-eran. 
Hon var dotter till en greve och blev 1929 den första kvinnliga ingenjören i Spanien. 
Hon ställde utan framgång upp i valet 1933. Under spanska inbördeskriget deltog hon på Francos sida som sjukvårdare och satt en tid fängslad. 
Hon satt i parlamentet (Movimiento Nacional) för Biscaya 1964-1969 och var den första kvinnliga borgmästare in Bilbao 1969-1977.